# Salix pellita
Espèce
Classification APG III (2009)
Salix pellita, le saule satiné (silky willow ou satiny willow en anglais), est une espèce de plantes à fleurs de la famille des Salicaceae. C'est un saule arbustif originaire d'Amérique du Nord.

## Synonymie
- Salix chlorophylla var. 'pellita', Anders. ;
- S. obovata ;
- S. seriocarpa ;
- S. sitchensis var. pellita[1].

## Description
Salix pellita est un  arbuste atteignant 2 à 3 m de haut. Ses rameaux sont rougeâtres et portent des feuilles de  10 à 15 mm de large, couvertes d'une pubescence lustrée, soyeuse, veloutée, sur les deux faces, ou complètement glabres au-dessus. La capsule est densément velue. La floraison est printanière.

## Répartition et habitat

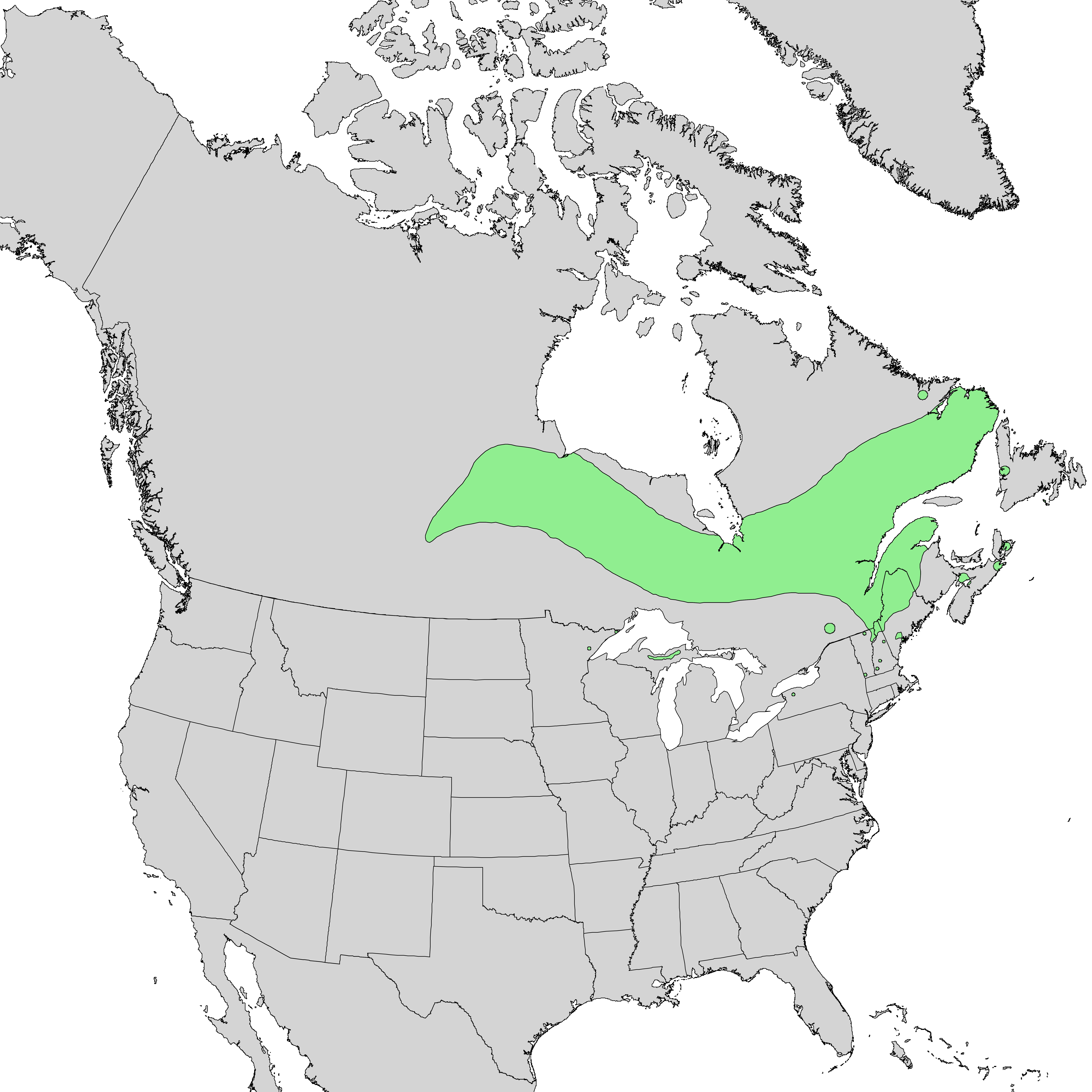
Aire de répartition.

L'espèce pousse le long des cours d'eau des régions froides, au Canada.